# Bowen Mountain
Bowen Mountain – miasto w Australii, w stanie Nowa Południowa Walia.